# John Birch
John Birch (Uttarakhand, India; 8 de mayo de 1918-Xi'an, Shaanxi, República de China; 25 de agosto de 1945) fue un misionero estadounidense y empleado del servicio de inteligencia de las fuerzas armadas durante la Segunda Guerra Mundial.

## Biografía
John Birch nació en una familia de misioneros bautistas, activos en la parte india del Himalaya. La familia Birch regresó a Estados Unidos cuando Birch tenía dos años.
Birch se crio en la tradición bautista del sur con sus cinco hermanos menores en Nueva Jersey y en Macon, Georgia, y estudió teología en la Universidad Mercer en Macon, mientras estaba en la universidad, decidió convertirse en misionero y al graduarse en 1939, se inscribió en el colegio bíblico bautista del suroeste en Fort Worth, Texas.
Un año después se fue a China y llegó a Shanghái en 1940. Después de estar medio año aprendiendo chino, fue enviado a Hangzhou para comenzar su obra misional. 
Después del Ataque a Pearl Harbor en diciembre de 1941, se vio obligado a esconderse de los japoneses en la zona rural de Zhejiang, donde continuó con su trabajo. 
En abril de 1942, ayudó a las tripulaciones de aviones estadounidenses que habían aterrizado en China y habían volado en la incursión de Doolittle contra el Imperio del Japón.
El oficial James H. Doolittle lo mencionó y elogió ante Chennault, el comandante del grupo de voluntarios estadounidenses, quien recompensó a Birch con el rango de primer teniente, Birch fue aceptado en la fuerza aérea.
Birch se convirtió en miembro de la 14.ª Fuerza Aérea establecida por Chennault en 1942, y luego fue reclutado por la OSS.
En 1944, el Capitán Birch recibió la Legión al Mérito. Hacia el final de la guerra, Birch fue capturado en una misión en el interior del país por un grupo de soldados comunistas chinos, y estos le dispararon después de negarse a ser desarmado.
Su cuerpo fue mutilado con bayonetas y arrojado a un montón de basura. Como resultado de ello, una parte de la derecha política estadounidense lo declaró como el primer mártir de la Guerra Fría. La organización patriótica y conservadora John Birch Society lleva su nombre en su honor.